# Forged from the Love of Liberty
Forged from the Love of Liberty is het volkslied van Trinidad en Tobago. Het werd oorspronkelijk geschreven als het volkslied voor de West-Indische Federatie (1958-1962), en overgenomen door Trinidad en Tobago bij de onafhankelijkheid in 1962.

## Tekst
Forged from the love of liberty
In the fires of hope and prayer
With boundless faith in our destiny
We solemnly declare:
Side by side we stand
Islands of the blue Caribbean sea,
This our native land
We pledge our lives to thee.
Here every creed and race finds an equal place,
And may God bless our nation
Here every creed and race finds an equal place,
And may God bless our nation.
Tekst en muziek zijn van Patrick Castagne (1916-2000).